# San Vicente de Calders
San Vicente de Calders (en catalán: Sant Vicenç de Calders)  es una entidad de población del municipio español de Vendrell, situado en la provincia de Tarragona, en la comunidad autónoma de Cataluña.

## Localización
Se encuentra San Vicente de Calders a 2,2 km al suroeste del centro sobre una colina de 130 metros de altura.

## Historia
Los orígenes de la población se remontan en el siglo X, con la reconquista por parte de los cristianos y la cesión de algunas de las tierras al Monasterio de Sant Cugat del Vallés para la repoblación de la zona. Cerca de las marismas se erigió el Castillo de Calders, cuya existencia y término aparecen por primera vez referenciados en documentos de 1011 como "Kastrum Kaldarium", y del que no se conserva ningún vestigio en la actualidad. Se sabe que en 1054 este castillo contaba con una iglesia, dedicada a San Salvador y Santa María, que todavía se conserva como ermita, muy modificada, en lo que hoy es el barrio marítimo de San Salvador. 
En 1047 aparece por primera vez referenciado el Castillo de San Vicente, dentro del término del Castillo de Calders, en un lugar referido como villa de San Acisclo, que probablemente fue el antiguo nombre de lo que hoy es el pueblo de San Vicente de Calders. En 1088 aparecen de nuevo referencias al Castillo de San Vicente, como limítrofe al de Albiñana.
La iglesia de San Salvador y Santa María de Calders, así como el Castillo de San Vicente y su iglesia aparecen consignados en las confirmaciones de bienes del Monasterio de Sant Cugat realizadas por el papa Urbano II en 1098 y, posteriormente, por Calixto II en 1120.
En 1180 aparece la primera referencia a Comarruga, cuando el abad de Sant Cugat concedió a Arnau Sunyer y Berenguer el alodio denominado "ipsum vilare de Coma Ruga", dentro de los términos de los castillos de Calders y San Vicente. La concesión exceptuaba el estanque de Comarruga, que quedaba en poder del Monasterio de Sant Cugat. 
En 1183 el propio abad de Sant Cugat concedió una carta de población de Vendrell en favor de Bernat de Papiol, a cambio de su compromiso a reconocer y defender las posesiones del Monasterio y a los habitantes de esas tierras. A principios del siglo XIV Ponç de Gualba, obispo de Barcelona, determinó que la antigua parroquia de San Salvador fuese trasladada a la villa de Vendrell. Con todo ello, esta villa experimentó un progresivo crecimiento, mientras que los censos dan a San Vicente de Calders una población cada vez más reducida: 43 fuegos en 1365, 28 en 1379 y 5 en 1553. No hubo recuperación hasta el siglo XVIII, cuando se construyeron nuevas casas y se reedificó la iglesia de San Vicente, todavía bajo jurisdicción del abad de San Cugat.
Se cree que la economía de Calders estaba vinculada a la pesca desde los siglos X y XI, aprovechando la riqueza piscícola de las marismas primero y posteriormente a nivel de costa. Sin embargo, el miedo a la piratería pudo acabar retirando a los pescadores tierra adentro, lo que convirtió la agricultura, en especial la viña, en la actividad económica principal.
Un hecho relevante en el desarrollo de San Vicente de Calders fue la llegada del ferrocarril en el siglo XIX. El 15 de abril de 1865 se inauguró la línea de tren entre Tarragona y Martorell por el interior. En 1883  pasa la línea entre Barcelona, Vilanova y Valls. El 24 de abril de 1887, se construyó una estación empalme con el nombre del pueblo de Sant Vicenç de Calders, y que hoy da servicio al barrio marítimo de Coma-ruga. A lo largo del siglo XX la estación de San Vicente se consolidó como uno de los principales nudos ferroviarios de Cataluña, dando origen al establecimiento de un barrio ferroviario a su alrededor.
La colonia ferroviaria comienza su historia a partir de finales de 1905 con la finalización de la construcción del primer pabellón de viviendas para los ferroviarios y sus familias. Fue creciendo en construcciones de diferentes pabellones hasta 1930.
En 1892 las aguas del manantial del Estany y del Riuet de Comarruga fueron declaradas mineromedicinales por dictamen de la Real Academia de Medicina y Cirugía de Barcelona. A raíz del descubrimiento de las propiedades terapéuticas de estas aguas, en los años 1920 se construyó un hotel balneario, que significó el inicio de la urbanización del núcleo de Comarruga, convertido con el paso de los años en un importante complejo de turismo y veraneo.
En 1936, con el estallido de la guerra civil española, el topónimo del municipio pasó a ser Calders del Penedés,  siguiendo la estela de un centenar de municipios catalanes que eliminaron las denominaciones de carácter hagiográfico, avalados por la Generalidad republicana. Durante la contienda, la estación de San Vicente de Calders se vio castigado especialmente por los bombardeos de la aviación del bando sublevado. Finalizada la Guerra Civil, el municipio recuperó el nombre tradicional. 
En 1946 San Vicente de Calders, cuyo término municipal incluía también los núcleos costeros de Francàs y Comarruga y el barrio ferroviario surgido alrededor de la estación, fue agregado al municipio de Vendrell. En 1983 el ayuntamiento vendrellense aprobó un plan urbanístico para garantizar la protección paisajística del núcleo histórico de San Vicente de Calders, limitando la edificabilidad.

## Geografía humana

### Demografía
| Gráfica de evolución demográfica de San Vicente de Calders entre 1842 y 1940 |
| |
| Población de derecho según los censos de población del INE. Población de hecho según los censos de población del INE.En este censo se denominaba San Vicens dels Calders: 1842. En este censo se denominaba San Vicente dels Calders: 1857. En este censo se denominaba San Vicents dels Calders: 1860. En estos censos se denominaba San Vicens del Calders: 1877, 1887, 1897, 1900 y 1910. En este censo se denominaba San Vicente de Caldes: 1920. Entre el censo de 1950 y el anterior, este municipio desaparece porque se integra en el municipio 43163 (Vendrell). |

La población actual, según los registros del padrón del Ayuntamiento de Vendrell, es de 132 habitantes, a 27 de febrero de 2012.

## Monumentos y lugares de interés

### Casco urbano
Su pequeño núcleo urbano está formado por un pintoresco conjunto de casas que data mayoritariamente de los siglos XVIII y XIX —período de reactivación demográfica de la villa— articuladas alrededor de la plaza Mayor, donde se encuentra la antigua casa consistorial, posteriormente convertida en pedanía rural y hoy centro cívico. Muy cerca se ubica la iglesia parroquial, bajo la advocación de San Vicente, documentada en el siglo XI y reconstruida en el XVIII.

## Fiestas
La fiesta mayor de invierno se celebra el 22 de enero, onomástica de San Vicente, patrón del pueblo. Alrededor del día 4 de agosto tiene lugar la fiesta mayor de verano, que se celebra con múltiples actividades al aire libre: bailes, habaneras, sardinadas, carreras populares, etc. 
El primer fin de semana de agosto también se celebra la fiesta mayor en el barrio ferroviario.
Desde los años 1990, en el mes de septiembre tiene lugar la fiesta del vino de San Vicente de Calders, asociada a la tradición vinícola del lugar. Además de la puesta en marcha de la prensa de libra, la única todavía en funcionamiento de Cataluña, la fiesta del vino se caracteriza por ser una celebración gastronómica de carácter popular, con la participación y animación de grupos locales de cultura popular.